# Blocul S200
Blocul S200 este un bloc situat în municipiul Craiova, județul Dolj, în zona centrală cu o suprafață de 25 000 de metri pătrați și 13 etaje. Construcția acestuia a fost începută în 1988 cu scopul de a deveni cel mai înalt bloc din Craiova. În 2001 clădirea a rămas în proprietatea Universității Craiova, care urma în 2006 să parafeze un contract de reabilitare cu Argecom, dar a rămas în stadiul de schelet până în 2009 când a fost acoperită cu sticlă. În anul 2025, clădirea încă nu are o funcție, deși în trecut au fost exprimate intenții ale Universității Craiova de a o transforma în centru IT.
Clădirea este alcătuită din două corpuri adiacente, A și B. Corpul A are o formă circulară și 3 etaje, diametrul de 46 de metri și înălțimea de 18 metri, iar corpul B are 13 etaje și măsoară 48,5 metri înălțime.
Blocul a căpătat denumirea colocvială de „Turnul Sinucigașilor” după mai multe tentative de suicid înregistrate acolo înainte de reabilitare.